# Charles Simmons (gimnastyk)
Charles Simmons (ur. 24 grudnia 1885 w Londynie, zm. 15 lutego 1945 w Willesden) – brytyjski gimnastyk, medalista olimpijski.
Uczestniczył w rywalizacji na V Letnich Igrzyskach olimpijskich rozgrywanych w Sztokholmie w 1912 roku. Startował tam w dwóch konkurencjach gimnastycznych. W wieloboju indywidualnym, z wynikiem 105,50 punktu, zajął 28. miejsce na 44 startujących zawodników. W wieloboju drużynowym w systemie standardowym zajął z drużyną trzecie miejsce, przegrywając jedynie z drużyną włoską i węgierską.
Ojciec aktorki Jean Simmons.